# Virtaniemi

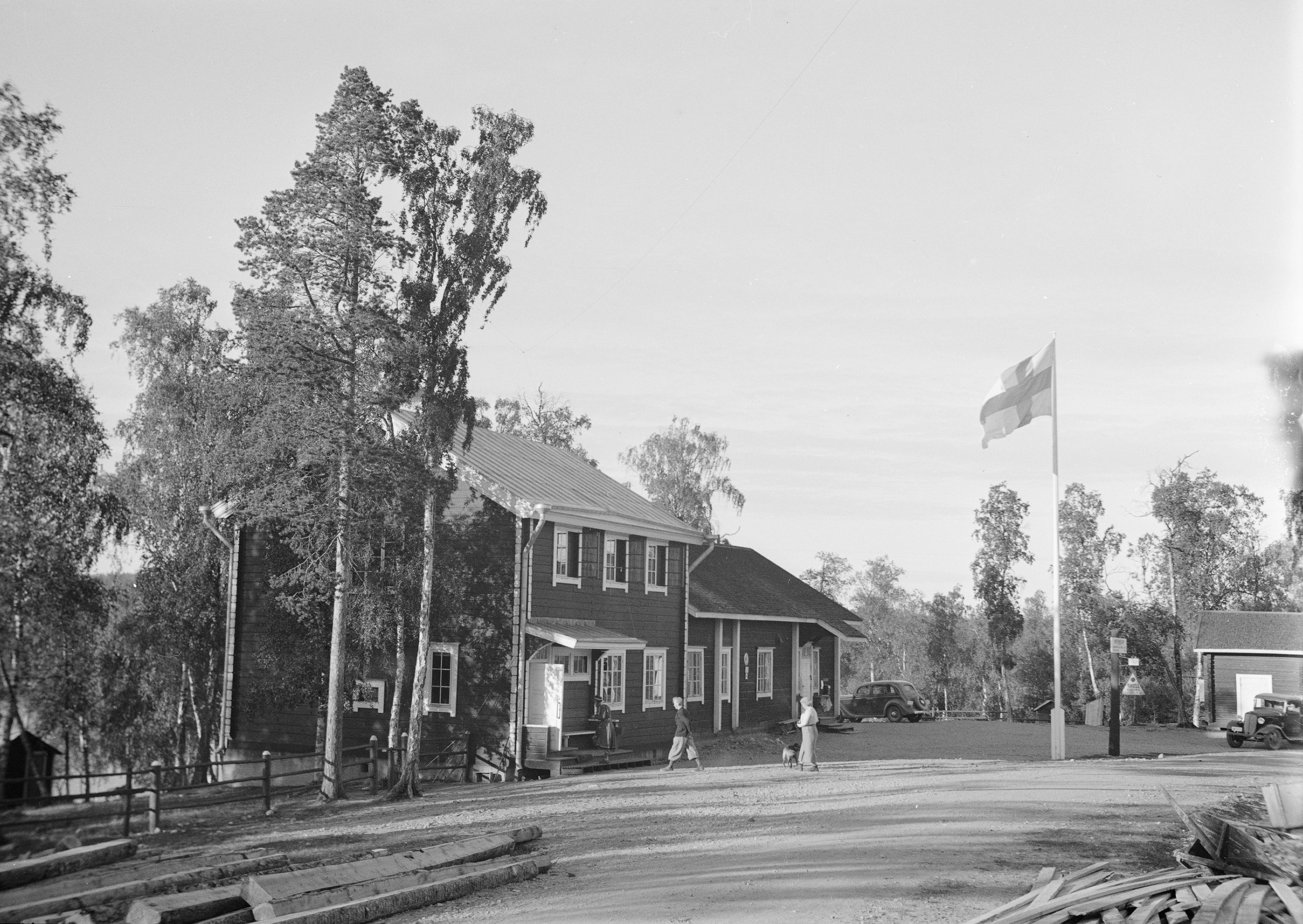
Virtaniemi (1935)

Virtaniemi (inarisamisch: Virdáánjargâ, skoltsamisch: Ve'rddnjargg) ist ein ehemaliges Dorf und ein geschlossener Grenzübergang in der Gemeinde Inari in Finnland an der Grenze zu Russland. Virtaniemi wurde im Jahr 1910 gegründet und befindet sich an der südöstlichen Ecke des Inarisees am Ausgangspunkt des Flusses Paatsjoki. Der Ort ist über die Landstraße 969 Nellimintie an das finnische und russische Straßennetz angeschlossen. Das nahe gelegene Dorf Nellim ist etwa acht Kilometer entfernt. Der temporäre Grenzübergang in Virtaniemi wurde 2011 geschlossen und die Grenzwache 2014 eingestellt.